# Pan-Gletscher
Der Pan-Gletscher ist ein 11 km langer Gletscher an der Bowman-Küste des Grahamlands auf der Antarktischen Halbinsel. Er fließt in nördlicher Richtung und mündet 3 km südwestlich des Victory-Nunatak in das Bowman Inlet.
Den unteren Gletscherabschnitt kartierte erstmals W. L. G. Joerg anhand von Luftaufnahmen des US-amerikanischen Polarforschers Lincoln Ellsworth vom November 1935. Danach fotografierten ihn im Dezember 1947 Teilnehmer der US-amerikanischen Ronne Antarctic Research Expedition (1947–1948). Der Falkland Islands Dependencies Survey führte im Dezember 1958 Vermessungen des Gletschers durch. Das UK Antarctic Place-Names Committee benannte ihn 1962 nach Pan, dem Hirtengott aus der griechischen Mythologie.